# Tempête Egon
Pour les articles homonymes, voir Tempête (homonymie).
La tempête Egon est une dépression qui a balayé le nord de la France, la Belgique et l'Allemagne durant la nuit du jeudi 12 au vendredi 13 janvier 2017. Elle a fait trois morts, causé des pannes électriques généralisées, des dommages par le vent et des chutes de neige importantes.

## Évolution météorologique
La dépression Egon s'est creusée rapidement sous un creux barométrique d'altitude provenant de l'Atlantique et associée à une chute de la hauteur de la tropopause particulièrement importante entre la Bretagne, la Belgique et le nord-est de l'Allemagne. En plus de 12 heures, la pression centrale de la dépression est descendue jusqu'à 980 hPa en France le 12 janvier.
Des rafales de 130 à 135 km/h furent relevées sur le Finistère, en zone littorale et sur les caps, après le passage du front froid. Celui-ci fut associé à l'intrusion d'air sec d'un courant-jet d'occlusion. Les rafales les plus fortes se sont répétées ensuite plus à l'est avec le déplacement du phénomène.

## Impact
Au passage de cette tempête, on a relevé des rafales de vent pouvant atteindre les 150 km/h. On a mesuré des vents de 146 km/h à Dieppe, et 147 km/h à Amiens — une valeur jamais atteinte depuis 1987 — accompagnés de fortes pluies et de neige par endroits. Dans les Alpes-Maritimes, une femme de 43 ans a été tuée par la chute d’un arbre déraciné par le vent dans son jardin, à Saint-Jeannet. Le département n'était pourtant pas concerné par l'alerte intempéries. Plus de 237 000 foyers ont été privés d'électricité. Egon ne fait pas partie des plus fortes tempêtes historiques qui ont frappé la France. Elle n'est donc pas comparable aux tempêtes de 1999.
En Allemagne, les vents de force d'ouragan ont soufflé sur la Sarre et la Rhénanie-Palatinat, déracinant des arbres et causant des pannes électriques. La neige a couvert une bonne partie du pays et des routes ont été fermées alors que le service météorologique allemand (DWD) indiqua que certaines zones avaient reçu jusqu'à 30 cm en quelques heures, causant des accidents. Les aéroports de Francfort, Leipzig et Dresde annulèrent leurs vols. Un conducteur est mort dans un accident, probablement à cause de routes glissantes, dans le Schleswig-Holstein. Un autre conducteur a également été tué dans un accident dans la Hesse.
Egon a aussi frappé la cathédrale Saint-Gervais-et-Saint-Protais de Soissons, soufflant 80 % de la rosace située sur la façade de ce monument historique. « La rosace de la cathédrale Saint-Gervais-et-Saint-Protais de Soissons "éventrée" par la tempête », sur huffingtonpost.fr, 13 janvier 2017.